# El crimen del padre Amaro
El crimen del padre Amaro és una pel·lícula mexicana de l'any 2002 basada en la novel·la homònima de l'escriptor portuguès Eça de Queirós, escrita en 1875. Abans de la seva exhibició pública en Mèxic es va deslligar una controvèrsia pel fet que alguns grups catòlics van intentar prohibir la pel·lícula. El govern del president Vicente Fox, a càrrec del seu aleshores secretari de Governació, Santiago Creel, va exhibir privadament la pel·lícula davant personalitats religioses, ja que l'Institut Mexicà del Cinema (Imcine) va produir en part la pel·lícula. Encara que un grup de dreta política va intentar demandar al govern per a prohibir la seva exhibició, aquesta pel·lícula es va convertir en la més taquillera del cinema de Mèxic, sobrepassant Sexo, pudor y lágrimas (1999). La cinta, produïda per menys de dos milions de dòlars, va recaptar més de cinc milions només als Estats Units, i més de 22 milions a tot el món. El crimen del padre Amaro va trencar la marca de pel·lícules mexicanes en les taquilles dels Estats Units, anteriorment en poder de Y tu mamá también (2001), també protagonitzada per Gael García Bernal.

## Argument
(Es revelen detalls de la trama).
El recentment ordenat pare Amaro (Gael García Bernal), un jove de només 24 anys, és enviat pel bisbe, amb la intenció de foguejar-lo per a després portar-lo a estudiar a Roma, a una petita parròquia al poble de Los Reyes, com a auxiliar del pare Benito (Sancho Gracia) en els seus menesters diaris. La corrupció dels governants locals i del pare Benito, a més de l'atractiu de la jove Amelia (Ana Claudia Talancón) creen una situació difícil per al jove religiós. D'altra banda, aquest manté una fluida comunicació amb el bisbe, que l'usa per a imposar els seus designis.
En efecte, el pare Amaro és destinat a la parròquia de Aldama, Mèxic. En arribar és rebut pel pare Benito, qui manté una relació des de fa anys amb la Sanjuanera (Angélica Aragón), que és l'encarregada de la fonda pròxima a l'església, així com de les tasques domèstiques de la casa parroquial. El pare Amaro a poc a poc descobreix els secrets del lloc, així com la rentada de diners per part d'un líder narco, que és usat per l'Església per a construir un hospital, la persecució a un capellà tercermundista que conviu amb els pagesos -el pare Natalio (Damián Alcázar)-, entre altres coses, a més del romanç del pare Benito.
La jove Amelia, filla de la Sanjuanera, manté una relació amorosa amb Rubén (Andrés Montiel), fill de don Paco, qui té idees progressistes i anticlericals. El seu fill, que és periodista, escriu en un diari regional, en el qual escriu una nota on revela l'entre el pare Benito y El Chato, el cap narco. Després es veu obligat, davant la pressió de l'Església i de la pròpia gent, que arriba a agredir al seu pare, a deixar el seu càrrec i traslladar-se a la Ciutat de Mèxic.
Amelia s'enamora del pare Amaro i intenta estar amb ell, qui acaba cedint als seus requeriments. És així que, amb el temps, a través d'un ardit del capellà, comencen una relació en secret en una petita habitació a la casa del sagristà, qui té una filla amb trastorns motrius severs, a qui Amelia li imparteix classes de catecisme, mentre fan creure que prendrà els hàbits, és preparada pel jove sacerdot. La jove Amelia queda embarassada poc després i rep com a resposta la inquietud d'Amaro, que de cap manera accepta fer-se càrrec de la situació. Després d'un intent fallit de tornar amb el seu anterior promès, per a casar-se amb ell i amagar la realitat, es deixa convèncer per Amaro de practicar-se un avortament en una clínica clandestina, atès que ell privilegia en tot moment la seva incipient carrera a l'Església per sobre totes les coses. Enmig de la pràctica, la jove sofreix una hemorràgia impossible de detenir, això porta al pare a traslladar-la a l'hospital més pròxim posant en risc el secret. En el camí, ella mor dessagnada.
Després d'això es veu en una escena a l'esposa del president municipal conversant amb aquest, on li explica tot l'esdevingut, però asseverant que el pare del nen que portava Amelia era de Rubén, qui suposadament havia estat el que l'havia portar a avortar, i Amaro va anar a rescatar-la quan les coses es van complicar. Finalment, el pare Amaro oficia una missa de cos present per a la difunta, amb la presència de tota la feligresia.
La pel·lícula se centra en contar el declivi moral de Amaro, alhora que mostra la seva permanent contradicció, a més de les d'uns altres dels personatges amb creences religioses, encapçalats per pare Benito, que es debaten permanentment en una doble moral.

## Repartiment
- Gael García Bernal - el pare Amaro.
- Ana Claudia Talancón - Amelia.
- Sancho Gracia - pare Benito Díaz.
- Luisa Huertas - Dionisia.
- Ernesto Gómez Cruz - el Obispo.
- Gastón Melo - Martín.
- Damián Alcázar - el pare Natalio Pérez.
- Andrés Montiel - Rubén de la Rosa.
- Angélica Aragón - Augustina Sanjuanera.
- Pedro Armendáriz Jr. - El President Municipal.
- Gerardo Moscoso - el Doc.
- Verónica Langer - Amparito.
- Lorenzo de Rodas - Don Paco de la Rosa.
- Roger Nevares - el pare Galván.
- Alfredo Gonzáles - el Viejo.
- Jorge Castillo - Don Matías
- Juan Ignacio Aranda - Chato Aguilar

## Premis
Premis Oscar
- Candidata a l'Oscar de l'Acadèmia dels Estats Units en la categoria Millor pel·lícula en llengua no anglesa l'any 2002.[4][5]

Premi Ariel
Aquesta pel·lícula va rebre els següents premis Ariel de l'Acadèmia de Mèxic en la quarantena cinquè lliurament (2003):
- Millor pel·lícula.
- Adreça: Carlos Carrera.
- Coactuación femenina: Angélica Aragó.
- Coactuación masculina: Damián Alcázar.
- Actor de quadre: Ernesto Gómez Cruz.
- Guió adaptat: Vicente Leñero.
- Edició: Óscar Figueroa.
- So: Santiago Núñez, Mario Martínez, Ernesto Gaytán i Nerio Barberis.
- Vestuari: Mariestela Fernández.

A més, la pel·lícula va ser candidata als següents premis:
- Actriu: Ana Claudia Talancón.
- Actor de quadre: Gastón Melo.
- Disseny d'art: Ivonne Fuentes i Carmen Giménez Cacho.
- Maquillatge: Aurora Chavira.

## Diferències amb el llibre
- La pel·lícula està basada en la novel·la de l'escriptor Eça de Queirós, on els llocs i el temps són totalment diferents, així com els successos que es fan en la pel·lícula, com la rentada de diners i els nexes del narcotràfic i l'església.
- En la pel·lícula, quan es descobreix que el personatge d'Amelia queda embarassada, el pare Amaro la convenç de practicar-se l'avortament en un hospital clandestí. En la novel·la, Amelia dona a llum en un llogaret pròxim i el nen és lliurat pel pare Amaro a una "teixidora d'àngels", qui posteriorment es desfà d'ell.